# أبجدية آرامية
الأبجدية الآرامية القديمة هي تكييف للأبجدية الفينيقية من قبل الآراميين، وأصبحت خطًا مميزًا بحلول القرن الثامن قبل الميلاد، جرى استخدامه لكتابة اللغة الآرامية وقد حلت محل الأبجدية المسمارية الآشورية. جميع الحروف تمثل الحروف الساكنة، وبعضها يستخدم أيضًا كأم قراءة matres lectionis للإشارة إلى الحروف المصوتة الطويلة.
تعدّ الأبجدية الآرامية ذات أهمية تاريخية، إذ يمكن تتبع جميع أنظمة الكتابة الحديثة في الشرق الأوسط تقريبًا لها، إلى جانب العديد من أنظمة الكتابة في وسط وشرق آسيا غير الصينية.[بحاجة لمصدر] يعود ذلك في المقام الأول للاستخدام الواسع النطاق للغة الآرامية كلغة مشتركة واللغة الرسمية للإمبراطورية الآشورية الجديدة والبابلية الجديدة، وخلفهما، الإمبراطورية الأخمينية. من بين الخطوط في الاستخدام الحديث، تحمل الأبجدية العبرية العلاقة الأقرب إلى الخط الآرامي الإمبراطوري في القرن الخامس قبل الميلاد بعدد حروف متطابقة، وفي معظم الأحيان أشكال حروف متطابقة تقريبًا. كانت الأبجدية الآرامية سلفًا للأبجدية النبطية والأبجدية العربية اللاحقة.[بحاجة لمصدر]
أنظمة الكتابة، مثل النظام الآرامي، التي تثبت الحروف الساكنة ولكن لا تثبت معظم حروف العلة إلا عن طريق أم قراءة أو علامات التشكيل المضافة، أطلق عليها بيتر تي دانيلز كتابة أبجد لتمييزها عن الألِفبائية، مثل الأبجدية اليونانية التي تمثل حروف العلة بشكل أكثر منهجية. تم صياغة المصطلح لتجنب فكرة أن نظام الكتابة الذي يمثل الأصوات يجب أن يكون إما مقطعيًا أو ألِفبائيًا، وهو ما يعني ضمناً أن نظاماً مثل الآرامية يجب أن يكون إما مقطعيًا (كما يجادل إيغناس جيلب) أو ألِفبائية ناقصة (خط ناقص Defective script)، كما قال معظم الكتاب الآخرين، بل هو نوع مختلف.

## الأصول

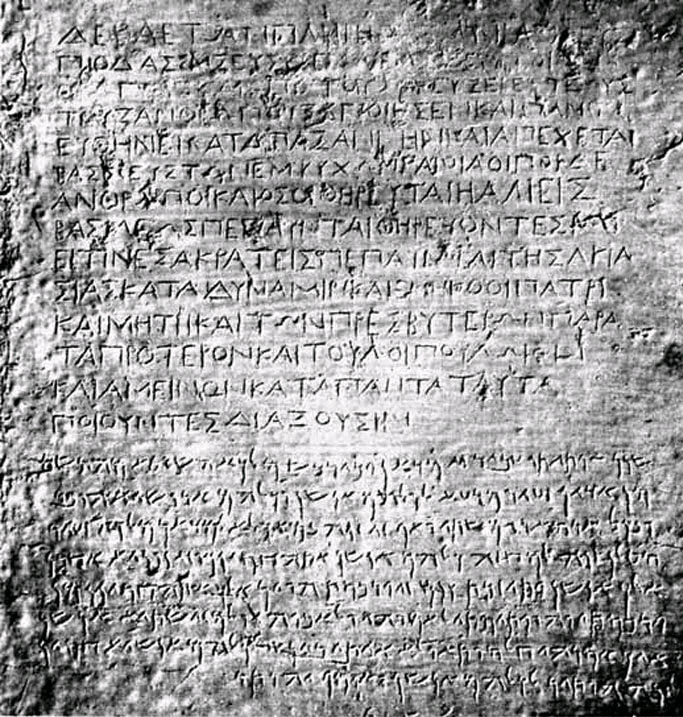
نقش ثنائي اللغة اليونانية والآرامية من قبل الإمبراطور الموري أشوكا في قندهار، أفغانستان، القرن الثالث قبل الميلاد.

أقدم النقوش باللغة الآرامية تستخدم الأبجدية الفينيقية. بمرور الوقت، تطورت الأبجدية إلى الشكل الموضح أدناه. أصبحت الآرامية تدريجيًا لغة مشتركة في جميع أنحاء الشرق الأوسط، إذ أكمل الخط في البداية الكتابة المسمارية الآشورية ثم حل محلها كنظام الكتابة السائد.

## الإمبراطورية الأخمينية
حوالي 500 قبل الميلاد، بعد الفتح الأخميني لبلاد الرافدين في عهد داريوس الأول، اعتمد الفرس الآرامية القديمة باعتبارها "وسيلة للتواصل الكتابي بين المناطق المختلفة من الإمبراطورية الفارسية الشاسعة مع شعوبها ولغاتها المختلفة. يمكن افتراض أن استخدام لغة رسمية واحدة، وأطلقت عليها الدراسات الحديثة اسم الآرامية الرسمية أو الآرامية الإمبراطورية أو الآرامية الأخمينية، ما ساهم في نجاح الفرس الأخمينيين بالاحتفاظ بوحدة إمبراطوريتهم المترامية الأطراف.
كانت الآرامية في الإمبراطورية موحدة؛ فإملاؤها يعتمد على الجذور التاريخية أكثر من أي لهجة منطوقة، وتأثرت حتماً بالفارسية القديمة.
غالبًا ما تنقسم أشكال رسم الحرف الآرامي إلى نمطين رئيسين: شكل «مصقول» lapidary، عادةً ما يتم نقشه على الأسطح الصلبة مثل الصروح الحجرية، وشكل متصل cursive يميل شكله المصقول إلى أن يكون أكثر تحفظًا من خلال الإبقاء على تشابه بصري أكثر مع الخط الفينيقي والآرامي المبكر. كان كلاهما قيد الاستخدام خلال الفترة الأخمينية الفارسية، لكن الشكل المتصل اكتسب باطراد أرضًا مُقصيًا المصقول والذي تراجع إلى حد كبير بحلول القرن الثالث قبل الميلاد.

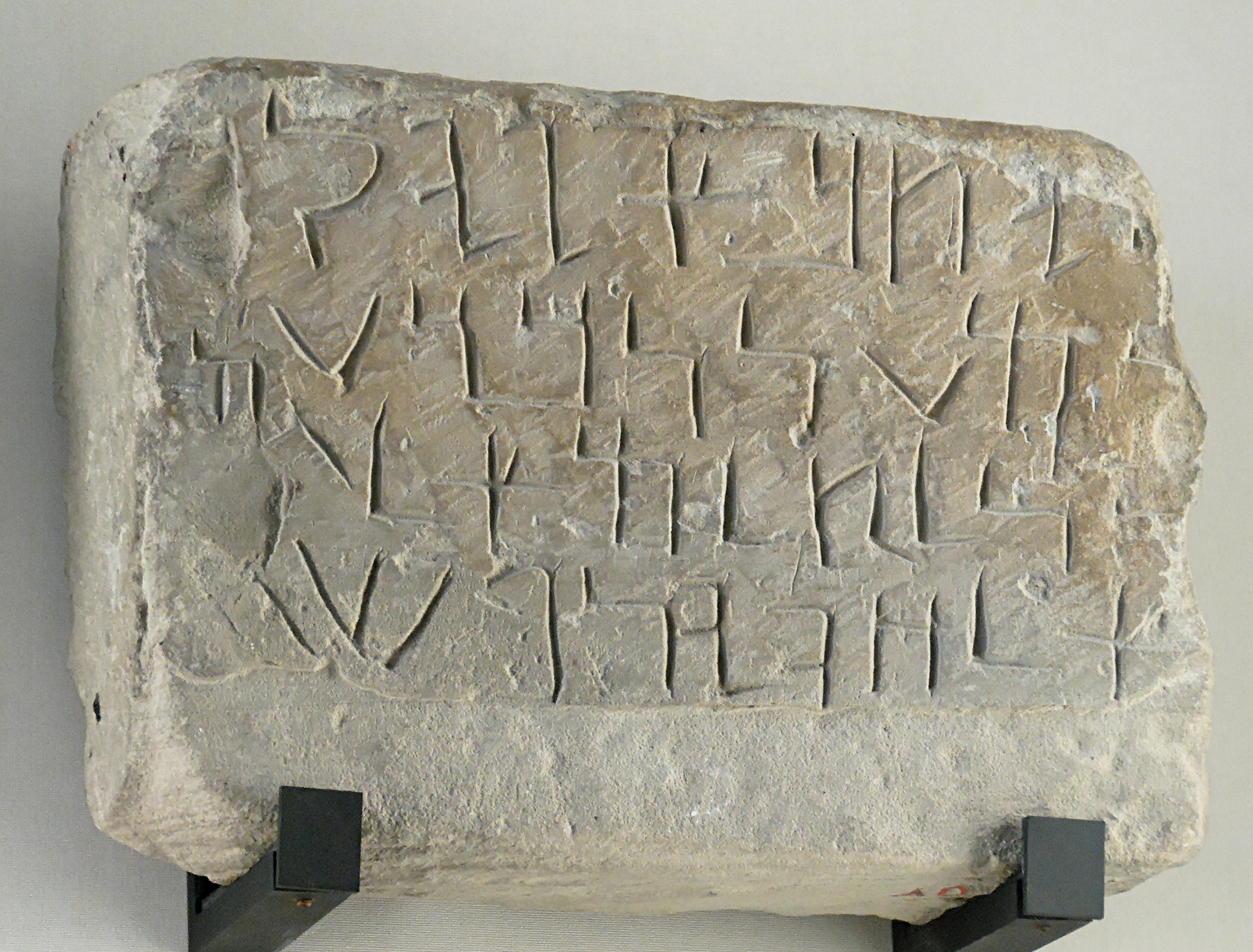
نقش تكريمي آرامي للإله سالم. حجر رملي، القرن الخامس ق.م. اكتشف هوبر Charles Huber في تيماء، السعودية. عام 1884م والآن في متحف اللوفر.

بقي للآرامية تأثيرًا لعدة قرون بعد سقوط الإمبراطورية الأخمينية في العام 331 قبل الميلاد، ولا سيما على مختلف اللغات الإيرانية الأصلية. وبقي الخط الآرامي حيًا كخصائص أساسية لنظام الكتابة البهلوي الإيراني.
اكتشف أخيرًا 30 وثيقة آرامية من باختريا، ونشر تحليل عنها في كانون الأول 2006 م. وتعكس هذه الوثائق التي نقشت على الجلد، استخدام الآرامية في القرن الرابع قبل الميلاد في الإدارة الأخمينية الفارسية في باختريا وبلاد الصغد.
أدى الاستخدام الواسع النطاق للآرامية الأخمينية في الشرق الأوسط إلى التبني التدريجي للأبجدية الآرامية في كتابة اللغة العبرية. في السابق، جرت كتابة العبرية باستخدام أبجدية أقرب في الشكل إلى الأبجدية الفينيقية، والأبجدية العبرية القديمة.

## خطوط مشتقة من الآرامي
بما أن تطور الأبجدية الآرامية من الفينيقية كان عملية تدريجية، فإن تقسيم أبجدية العالم إلى الأبجدية المشتقة من الفينيقية مباشرة والأخرى المشتقة من الفينيقية عبر الآرامية هو أمر اصطناعي إلى حد ما. بشكل عام، يتم تصنيف الأبجدية في منطقة البحر الأبيض المتوسط (الأناضول واليونان وإيطاليا) على أنها مشتقة من الفينيقية، ومكيفة من حوالي القرن الثامن قبل الميلاد، وأبجديات الشرق (بلاد الشام وبلاد فارس وآسيا الوسطى والهند) تعتبر مستوحى من الآرامية حوالي القرن السادس قبل الميلاد من الخط الآرامي الإمبراطوري للإمبراطورية الأخمينية.
بعد سقوط الإمبراطورية الأخمينية، فقدت وحدة الخط الآرامي الإمبراطوري، وتنوعت في عدد من الخطوط المتصلة.
الأبجدية العبرية والنبطية، كما كان حالها في العصر الرومي، تغيرت بشكل بسيط عن أسلوب الأبجدية الآرامية الإمبراطورية. ويقول ابن خلدون (1332-1406) إن الكتابة النبطية القديمة لم تتأثر فقط بـ «الخط السرياني» (أي الآرامية)، وكذلك الكتابة الكلدانية القديمة.
تطور شكل عبري متصل في القرون الأولى بعد الميلاد، لكنه ظل مقيدًا بالشكل غير المتصل noncursive الذي بقي مستخدمًا. على النقيض من ذلك، سرعان ما أصبح الخط المتصل في الأبجدية النبطية في الفترة نفسها أساسًا لكتابة اللغة العربية، وتطور إلى الأبجدية العربية كما كان في وقت الانتشار المبكر للإسلام.
أدى تطوير الصيغ الآرامية المتصلة كذلك إلى تكوين الأبجدية السريانية وتدمرية والمندائية، التي شكلت أساس الخطوط التاريخية لآسيا الوسطى، مثل الأبجدية الصغدية والمنغولية.
عمومًا تُعد أصول الخط التركي القديم أنها تمتد إلى الآرامية،  وذلك عبر الأبجدية البهلوية أو الصغدية بشكل خاص كما رأى ف. تومسن، أو ربما عن طريق خروشتي (انظر نقش يسيك).
تعدّ الآرامية أيضًا المصدر الأكثر احتمالية للخط البراهمي، وهو سلف عائلة الخطوط البراهمية، والتي تتضمن الديوناكري. 

## لغات تستخدم الأبجدية الآرامية
اليوم، تُكتَب اللهجة الآرامية التوراتية واللهجة الآرامية اليهودية الجديدة واللغة الآرامية للتلمود بالأبجدية العبرية الحديثة (المتميزة عن الخط العبري القديم). في الأدب اليهودي الكلاسيكي، كان الاسم المعطى للكتابة العبرية الحديثة هو «آشوريت» (الخط الآشوري القديم)،  وهو خط معروف الآن على نطاق واسع بالخط الآرامي. يعتقد أنه خلال فترة الهيمنة الآشورية، حصل الخط واللغة الآرامية على وضع رسمي. اللهجات السريانية والمسيحية الآرامية الجديدة تكتب اليوم بالأبجدية السريانية، التي حل خطها محل الخط الآشوري الأقدم والذي يحمل اسمها الآن. اللغة المندائية تكتب في الأبجدية المندائية. تسببت الهوية القريبة بين الآرامية والأبجدية العبرية الكلاسيكية في أن تجري كتابة الخط الآرامي في الغالب بالخط العبري القياسي في الأدب العلمي.

## معلولا
تعدّ مدينة معلولا السورية، واحدة من المجتمعات القليلة الباقية التي لا تزال يتحدث سكانها اللهجة الآرامية الغربية. وقد أنشأت جامعة دمشق معهد الآرامية في العام 2007 م لتدريس دورات للحفاظ على اللغة الآرامية حية. تم تعليق أنشطة المعهد في العام 2010 م وسط مخاوف من أن الأبجدية الآرامية المربعة المستخدمة في البرنامج تشبه إلى حد كبير الخط المربع للأبجدية العبرية. وقد أزيلت جميع الكتابات المكتوبة بالخط الآرامي المربع. وذكر البرنامج أنهم بدلاً من ذلك سيستخدمون الأبجدية السريانية الأكثر تميزًا، على الرغم من استمرار استخدام الأبجدية الآرامية إلى حد ما. كما بثت قناة الجزيرة العربية برنامجًا عن الآرامية الجديدة الغربية والقرى التي تتحدث بها مع الكتابة المربعة التي لا تزال قيد الاستخدام.

## حروف
| اسم الحرف           | Aramaic written using | Aramaic written using | Aramaic written using | Aramaic written using | IPA             | Equivalent letter in | Equivalent letter in | Equivalent letter in | Equivalent letter in | Equivalent letter in | Equivalent letter in | Equivalent letter in |
| اسم الحرف           | أبجدية سريانية        | أبجدية سريانية        | آرامي إمبراطوري       | آرامي إمبراطوري       | IPA             | عبرية                | فينيقية              | عربية                | براهمي               | نبطية                | Kharosthi            | آرامية غربية حديثة   |
| اسم الحرف           | صورة                  | نص                    | صورة                  | نص                    | IPA             | عبرية                | فينيقية              | عربية                | براهمي               | نبطية                | Kharosthi            | آرامية غربية حديثة   |
| ------------------- | --------------------- | --------------------- | --------------------- | --------------------- | --------------- | -------------------- | -------------------- | -------------------- | -------------------- | -------------------- | -------------------- | -------------------- |
| الاف                |                       | ܐ                     |                       | 𐡀                     | ‎/ʔ/‏; ‎/aː/‏, ‎/eː/‏ | א                    | 𐤀                    | ا                    | 𑀅                    |                      | 𐨀                    |                      |
| بيتث                |                       | ܒ                     |                       | 𐡁                     | ‎/b/‏, ‎/β/‏        | ב                    | 𐤁                    | ب                    | 𑀩                    |                      | 𐨦                    |                      |
| جملا ‏               |                       | ܓ                     |                       | 𐡂                     | ‎/ɡ/‏, ‎/ɣ/‏        | ג                    | 𐤂                    | ج                    | 𑀕                    |                      | 𐨒                    |                      |
| دالاث [الإنجليزية]  |                       | ܕ                     |                       | 𐡃                     | ‎/d/‏, ‎/ð/‏        | ד                    | 𐤃                    | د ذ                  | 𑀥                    |                      | 𐨢                    |                      |
| هي                  |                       | ܗ                     |                       | 𐡄                     | ‎/ɦ/‏             | ה                    | 𐤄                    | ه                    | 𑀳                    |                      | 𐨱                    |                      |
| واو                 |                       | ܘ                     |                       | 𐡅                     | ‎/w/‏; ‎/oː/‏, ‎/uː/‏ | ו                    | 𐤅                    | و                    | 𑀯                    |                      | 𐨬                    |                      |
| زاين                |                       | ܙ                     |                       | 𐡆                     | ‎/z/‏             | ז                    | 𐤆                    | ز                    | 𑀚                    |                      | 𐨗                    |                      |
| حيث ‏                |                       | ܚ                     |                       | 𐡇                     | ‎/ʜ/ /χ/‏         | ח                    | 𐤇                    | ح خ                  | 𑀖                    |                      | 𐨓                    |                      |
| طيتث [الإنجليزية]   |                       | ܛ                     |                       | 𐡈                     | ‎/tˤ/‏            | ט                    | 𐤈                    | ط ظ                  | 𑀣                    |                      | 𐨠                    |                      |
| يوده                |                       | ܝ                     |                       | 𐡉                     | ‎/j/‏; ‎/iː/‏, ‎/eː/‏ | י                    | 𐤉                    | ي                    | 𑀬                    |                      | 𐨩                    |                      |
| كف                  |                       | ܟ                     |                       | 𐡊                     | ‎/k/‏, ‎/x/‏        | כ ך                  | 𐤊                    | ك                    | 𑀓                    |                      | 𐨐                    |                      |
| لماده               |                       | ܠ                     |                       | 𐡋                     | ‎/l/‏             | ל                    | 𐤋                    | ل                    | 𑀮                    |                      | 𐨫                    |                      |
| ميم                 |                       | ܡ                     |                       | 𐡌                     | ‎/m/‏             | מ ם                  | 𐤌                    | م                    | 𑀫                    |                      | 𐨨                    |                      |
| نون                 |                       | ܢ                     |                       | 𐡍                     | ‎/n/‏             | נ ן                  | 𐤍                    | ن                    | 𑀦                    |                      | 𐨣                    |                      |
| سمكاته [الإنجليزية] |                       | ܣ                     |                       | 𐡎                     | ‎/s/‏             | ס                    | 𐤎                    | س                    | 𑀰                    |                      | 𐨭                    |                      |
| عي                  |                       | ܥ                     |                       | 𐡏                     | ‎/ʢ/ /ʁ/‏         | ע                    | 𐤏                    | ع غ                  | 𑀏                    |                      | 𐨀𐨅                    |                      |
| في                  |                       | ܦ                     |                       | 𐡐                     | ‎/p/‏, ‎/ɸ/‏        | פ ף                  | 𐤐                    | ف                    | 𑀧                    |                      | 𐨤                    |                      |
| صاده                |                       | ܨ                     | ،                     | 𐡑                     | ‎/sˤ/‏            | צ ץ                  | 𐤑                    | ص ض                  | 𑀲                    |                      | 𐨯                    |                      |
| قوف [الإنجليزية]    |                       | ܩ                     |                       | 𐡒                     | ‎/qˤ/‏            | ק                    | 𐤒                    | ق                    | 𑀔                    |                      | 𐨑                    |                      |
| رش                  |                       | ܪ                     |                       | 𐡓                     | ‎/r/‏             | ר                    | 𐤓                    | ر                    | 𑀭                    |                      | 𐨪                    |                      |
| شين                 |                       | ܫ                     |                       | 𐡔                     | ‎/ʃ/‏             | ש                    | 𐤔                    | ش                    | 𑀱                    |                      | 𐨮                    |                      |
| تاو ‏                |                       | ܬ                     |                       | 𐡕                     | ‎/t/‏, ‎/θ/‏        | ת                    | 𐤕                    | ت ث                  | 𑀢                    |                      | 𐨟                    |                      |

## أم قراءة
في الكتابة الآرامية، يؤدي حرفا الواو (وأو) والياء (يود) وظيفة مزدوجة. في الأصل، لا تمثل سوى الحروف الساكنة مثل: الواو والياء، لكنها اعتمدت في وقت لاحق للدلالة على الحركات الطويلة ū وī على التوالي، وكذلك (في كثير من الأحيان أيضا ō وē على التوالي). في الدور الأخير، تُعرف باسم matres lectionis أو «أم قراءة».
حرف الالف (أليف)، بالمثل له بعض وظائف أم قراءة لأنه في المواقف الأولية، يشير إلى توقف شامل (متبوعًا بحرف متحرك)، ولكن بخلاف ذلك، غالبًا ما يشير أيضًا إلى أحرف العلة الطويلة ā أو ē. بين اليهود، غالبًا ما أدى تأثير اللغة العبرية إلى استخدام Hē بدلاً من ذلك، في نهاية الكلمة.
انتشرت ممارسة استخدام أحرف معينة للاحتفاظ بقيم حروف العلة على أنظمة الكتابة المشتقة من الآرامية، كما هو الحال في العربية والعبرية، والتي لا تزال تتبع هذه الممارسة.

## يونيكود
تمت إضافة الأبجدية السريانية الآرامية إلى معيار يونيكود في أيلول 1999، مع إصدار الإصدار 3.0.
في اختصار السريانية (وهو نوع من Overline) يمكن أن تكون ممثلة بحرف تحكم خاص يسمّى علامات الاختصار السريانية (U + 070F). كتلة يونيكود الآرامية السريانية هي U + 0700 – U + 074F:
قالب:Unicode chart Syriacقالب:Unicode chart Syriac
جرت إضافة الأبجدية الآرامية الإمبراطورية إلى معيار يونيكوديونيكود في تشرين الأول 2009، الإصدار 5.2.
قالب:Unicode chart Imperial Aramaicقالب:Unicode chart Imperial Aramaic

## روابط خارجية
- مقارنة الآرامية بالأبجدية ذات الصلة